# شیبیا، آنگولا
شیبیا (به انگلیسی: Chibia) شهری در استان هوییلا واقع در کشور آنگولا است که در سال ۲۰۰۹ میلادی ۳٬۶۷۸ نفر جمعیت داشته است.